# Roberta Vinci
Roberta Vinci (Tarento, Italia, 18 de febrero de 1983) es una exjugadora de tenis profesional italiana, y actual jugadora de padel. Como jugadora individual, ganó diez títulos WTA y alcanzó en una ocasión la final de un Grand Slam en el Abierto de Estados Unidos 2015 (perdió ante su compatriota Flavia Pennetta por 7-6 (4), 6-2). En dobles, sus mayores logros los consiguió junto a Sara Errani.
Juntas estuvieron en tres de las cuatro finales de Grand Slam en el 2012, ganando en dos de ellas (Roland Garros contra María Kirilenko y Nadia Petrova y el Abierto de Estados Unidos contra Lucie Hradecká y Andrea Hlaváčková) y perdiendo la otra (ante Svetlana Kuznetsova y Vera Zvonareva en el Abierto de Australia). Además, Vinci cuenta con otros catorce títulos de dobles (once con Errani). En mayo de 2018 anunció su retiro del tenis profesional.

## Biografía
Roberta Vinci es hija de Angelo, un contador, y Luisa, una ama de casa; tiene un hermano mayor, Francesco, que es estudiante. Vinci llegó al mundo del tenis a los seis años. Actualmente vive en Palermo, y es entrenada por Francesco Cina.

## Torneos de Grand Slam

### Individual

#### Finalista (1)
| Año  | Campeonato        | Oponente en la Final | Resultado   |
| 2015 | Abierto de EE.UU. | Flavia Pennetta      | 6-7(4), 2-6 |

### Dobles

#### Títulos (5)
| Año  | Torneo                    | Pareja      | Oponentes en la final              | Resultado     |
| 2012 | Roland Garros             | Sara Errani | María Kirilenko Nadia Petrova      | 4-6, 6-4, 6-2 |
| 2012 | Abierto de Estados Unidos | Sara Errani | Andrea Hlaváčková Lucie Hradecká   | 6-4, 6-2      |
| 2013 | Abierto de Australia      | Sara Errani | Ashleigh Barty Casey Dellacqua     | 6-2, 3-6, 6-2 |
| 2014 | Abierto de Australia      | Sara Errani | Yekaterina Makarova Yelena Vesnina | 6-4, 3-6, 7-5 |
| 2014 | Wimbledon                 | Sara Errani | Tímea Babos Kristina Mladenovic    | 6-1, 6-3      |

#### Finalista (3)
| Año  | Torneo               | Pareja      | Oponentes en la final              | Resultado    |
| 2012 | Abierto de Australia | Sara Errani | Svetlana Kuznetsova Vera Zvonareva | 7-5, 4-6 3-6 |
| 2013 | Roland Garros        | Sara Errani | Yekaterina Makarova Yelena Vesnina | 5-7, 2-6     |
| 2014 | Roland Garros        | Sara Errani | Su-Wei Hsieh Shuai Peng            | 4-6, 1-6     |

## Títulos WTA (35; 10+25)

### Individual (10)
| Leyenda: Antes de 2009 | Leyenda: A partir de 2009 |
| ---------------------- | ------------------------- |
| Grand Slam (0)         |                           |
| Juegos Olímpicos (0)   |                           |
| WTA Championships (0)  |                           |
| Tier I (0)             | Premier Mandatory (0)     |
| Tier II (0)            | Premier 5 (0)             |
| Tier III (0)           | Premier (1)               |
| Tier IV & V (1)        | International (8)         |

| Títulos por superficie |
| Dura (3)               |
| Hierba (1)             |
| Tierra batida (6)      |

| N.º | Fecha                 | Torneo           | Superficie        | Oponente en la final | Resultado              |
| --- | --------------------- | ---------------- | ----------------- | -------------------- | ---------------------- |
| 1.  | 3 de marzo de 2007    | Bogotá           | Tierra batida     | Tathiana Garbin      | 6-7(5), 6-4, 0-3, ret. |
| 2.  | 19 de abril de 2009   | Barcelona        | Tierra batida     | María Kirilenko      | 6-0, 6-4               |
| 3.  | 24 de octubre de 2010 | Luxemburgo       | Dura (i)          | Julia Görges         | 6-4, 6-4               |
| 4.  | 30 de abril de 2011   | Barcelona        | Tierra batida     | Lucie Hradecká       | 4-6, 6-2, 6-2          |
| 5.  | 18 de junio de 2011   | 's-Hertogenbosch | Hierba            | Jelena Dokić         | 6-7(7), 6-3, 7-5       |
| 6.  | 10 de julio de 2011   | Budapest         | Tierra batida     | Irina-Camelia Begu   | 6-4, 1-6, 6-4          |
| 7.  | 24 de agosto de 2012  | Dallas           | Dura              | Jelena Janković      | 7-5, 6-3               |
| 8.  | 14 de abril de 2013   | Katowice         | Tierra batida (i) | Petra Kvitová        | 7-6(2), 6-1            |
| 9.  | 14 de julio de 2013   | Palermo          | Tierra batida     | Sara Errani          | 6-3, 3-6, 6-3          |
| 10. | 14 de febrero de 2016 | San Petersburgo  | Dura (i)          | Belinda Bencic       | 6-4, 6-3               |

#### Finales (5)
| N.º | Fecha                    | Torneo             | Superficie    | Oponente en la final | Resultado        |
| --- | ------------------------ | ------------------ | ------------- | -------------------- | ---------------- |
| 1.  | 17 de abril de 2010      | Barcelona          | Tierra batida | Francesca Schiavone  | 1-6, 1-6         |
| 2.  | 13 de julio de 2014      | Bucarest           | Tierra batida | Simona Halep         | 1-6, 3-6         |
| 3.  | 20 de julio de 2014      | Estambul           | Dura          | Caroline Wozniacki   | 1-6, 1-6         |
| 4.  | 23 de mayo de 2015       | Núremberg          | Tierra batida | Karin Knapp          | 6-7(5), 6-4, 1-6 |
| 5.  | 12 de septiembre de 2015 | Abierto de EE. UU. | Dura          | Flavia Pennetta      | 6-7(4), 2-6      |

### Dobles (25)
| Leyenda: Antes de 2009     | Leyenda: A partir de 2009 |
| -------------------------- | ------------------------- |
| Grand Slam (5)             |                           |
| Juegos Olímpicos (0)       |                           |
| WTA Tour Championships (0) |                           |
| Tier I (0)                 | Premier Mandatory (2)     |
| Tier II (0)                | Premier 5 (3)             |
| Tier III (1)               | Premier (2)               |
| Tier IV & V (2)            | International (10)        |

| Títulos por superficie |
| Dura (13)              |
| Hierba (2)             |
| Tierra batida (10)     |

| N.º | Fecha                   | Torneo               | Superficie        | Pareja            | Oponentes en la final                | Resultado        |
| --- | ----------------------- | -------------------- | ----------------- | ----------------- | ------------------------------------ | ---------------- |
| 1.  | 24 de febrero de 2001   | Doha                 | Dura              | Sandrine Testud   | Kristie Boogert Miriam Oremans       | 7-5, 7-6(4)      |
| 2.  | 1 de octubre de 2005    | Portoroz             | Dura              | Anabel Medina     | Jelena Kostanić Katarina Srebotnik   | 6-4, 5-7, 6-2    |
| 3.  | 19 de enero de 2006     | Canberra             | Dura              | Marta Domachowska | Claire Curran Liga Dekmeijere        | 7-6(5), 6-3      |
| 4.  | 11 de abril de 2010     | Marbella             | Tierra batida     | Sara Errani       | Maria Kondratieva Yaroslava Shvédova | 6-4, 6-2         |
| 5.  | 17 de abril de 2010     | Barcelona            | Tierra batida     | Sara Errani       | Timea Bacsinszky Tathiana Garbin     | 6-1, 3-6, [10-2] |
| 6.  | 15 de enero de 2011     | Hobart               | Dura              | Sara Errani       | Kateryna Bondarenko Liga Dekmeijere  | 6-3, 7-5         |
| 7.  | 13 de febrero de 2011   | Pattaya City         | Dura              | Sara Errani       | Sheng-Nan Sun Jie Zheng              | 3-6, 6-3, [10-5] |
| 8.  | 16 de julio de 2011     | Palermo              | Tierra batida     | Sara Errani       | Andrea Hlaváčková Klára Zakopalová   | 7-5, 6-1         |
| 9.  | 26 de febrero de 2012   | Monterrey            | Dura              | Sara Errani       | Kimiko Date-Krumm Shuai Zhang        | 6-3, 7-6(6)      |
| 10. | 3 de marzo de 2012      | Acapulco             | Tierra batida     | Sara Errani       | Lourdes Domínguez Arantxa Parra      | 6-2, 6-1         |
| 11. | 15 de abril de 2012     | Barcelona            | Tierra batida     | Sara Errani       | Flavia Pennetta Francesca Schiavone  | 6-0, 6-2         |
| 12. | 12 de mayo de 2012      | Madrid               | Tierra batida     | Sara Errani       | Yekaterina Makarova Yelena Vesnina   | 6-1, 3-6, [10-4] |
| 13. | 20 de mayo de 2012      | Roma                 | Tierra batida     | Sara Errani       | Yekaterina Makarova Yelena Vesnina   | 6-2, 7-5         |
| 14, | 8 de junio de 2012      | Roland Garros        | Tierra batida     | Sara Errani       | María Kirilenko Nadia Petrova        | 4-6, 6-4, 6-2    |
| 15. | 23 de junio de 2012     | 's-Hertogenbosch     | Hierba            | Sara Errani       | María Kirilenko Nadia Petrova        | 6-4, 3-6, [11-9] |
| 16. | 9 de septiembre de 2012 | Abierto de EE.UU.    | Dura              | Sara Errani       | Andrea Hlaváčková Lucie Hradecká     | 6-4, 6-2         |
| 17. | 25 de enero de 2013     | Abierto de Australia | Dura              | Sara Errani       | Ashleigh Barty Casey Dellacqua       | 6-2, 3-6, 6-2    |
| 18. | 3 de febrero de 2013    | París                | Dura (i)          | Sara Errani       | Andrea Hlaváčková Liezel Huber       | 6-1, 6-1         |
| 19. | 17 de febrero de 2013   | Doha                 | Dura              | Sara Errani       | Nadia Petrova Katarina Srebotnik     | 2-6, 6-3, [10-6] |
| 20. | 24 de enero de 2014     | Abierto de Australia | Dura              | Sara Errani       | Yekaterina Makarova Yelena Vesnina   | 6-4, 3-6, 7-5    |
| 21. | 27 de abril de 2014     | Stuttgart            | Tierra batida (i) | Sara Errani       | Cara Black Sania Mirza               | 6-2, 6-3         |
| 22. | 10 de mayo de 2014      | Madrid               | Tierra batida     | Sara Errani       | Garbiñe Muguruza Carla Suárez        | 6-4, 6-3         |
| 23. | 5 de julio de 2014      | Wimbledon            | Hierba            | Sara Errani       | Tímea Babos Kristina Mladenovic      | 6-1, 6-3         |
| 24. | 10 de agosto de 2014    | Montreal             | Dura              | Sara Errani       | Cara Black Sania Mirza               | 7-6(4), 6-3      |
| 25. | 10 de enero de 2015     | Auckland             | Dura              | Sara Errani       | Shuko Aoyama Renata Voráčová         | 6-2, 6-1         |

#### Finalista (18)
| N.º | Fecha                 | Torneo               | Superficie    | Compañera       | Oponentes en la final                    | Resultado           |
| 1.  | 18 de octubre de 2001 | Zúrich               | Dura          | Sandrine Testud | Lindsay Davenport Lisa Raymond           | 3-6, 6-2, 2-6       |
| 2.  | 31 de enero de 2002   | Tokio (Pacífico)     | Dura          | Els Callens     | Lisa Raymond Rennae Stubbs               | 1-6, 1-6            |
| 3.  | 21 de febrero de 2002 | Dubái                | Dura          | Sandrine Testud | Barbara Rittner María Vento-Kabchi       | 3-6, 2-6            |
| 4.  | 22 de febrero de 2007 | Bogotá               | Tierra batida | Flavia Pennetta | Lourdes Domínguez Paola Suárez           | 6–1, 3–6, [9–11]    |
| 5.  | 10 de mayo de 2007    | Berlín               | Tierra batida | Tathiana Garbin | Lisa Raymond Samantha Stosur             | 3-6, 4-6            |
| 6.  | 17 de mayo de 2007    | Roma                 | Tierra batida | Tathiana Garbin | Nathalie Dechy Mara Santangelo           | 4-6, 1-6            |
| 7.  | 22 de febrero de 2010 | Acapulco             | Tierra batida | Sara Errani     | Polona Hercog Barbora Záhlavová-Strýcová | 6-2, 1-6, [2-10]    |
| 8.  | 10 de abril de 2011   | Marbella             | Tierra batida | Sara Errani     | Nuria Llagostera Arantxa Parra           | 6-3, 4-6, [5-10]    |
| 9.  | 12 de junio de 2011   | Birmingham           | Hierba        | Sara Errani     | Olga Govortsova Alla Kudryavtseva        | 6-1, 1-6, [5-10]    |
| 10. | 27 de agosto de 2011  | New Haven            | Dura          | Sara Errani     | Chia-Jung Chuang Olga Govortsova         | 5-7, 2-6            |
| 11. | 27 de enero de 2012   | Abierto de Australia | Dura          | Sara Errani     | Svetlana Kuznetsova Vera Zvonareva       | 7-5, 4-6, 3-6       |
| 12. | 31 de marzo de 2012   | Miami                | Dura          | Sara Errani     | María Kirilenko Nadia Petrova            | 6-7(0), 6-4, [4-10] |
| 13. | 11 de enero de 2013   | Sídney               | Dura          | Sara Errani     | Nadia Petrova Katarina Srebotnik         | 3-6, 4-6            |
| 14. | 19 de mayo de 2013    | Roma                 | Tierra batida | Sara Errani     | Su-Wei Hsieh Shuai Peng                  | 6-4, 3-6, [8-10]    |
| 15. | 9 de junio de 2013    | Roland Garros        | Tierra batida | Sara Errani     | Yekaterina Makarova Yelena Vesnina       | 5-7, 2-6            |
| 16. | 10 de enero de 2014   | Sídney               | Dura          | Sara Errani     | Tímea Babos Lucie Šafářová               | 5-7, 6-3, [8-10]    |
| 17. | 18 de mayo de 2014    | Roma                 | Tierra batida | Sara Errani     | Květa Peschke Katarina Srebotnik         | 0-4, ret.           |
| 18. | 8 de junio de 2014    | Roland Garros        | Tierra batida | Sara Errani     | Su-Wei Hsieh Shuai Peng                  | 4-6, 1-6            |

## Clasificación en torneos del Grand Slam

### Individuales
| Torneo          | 2001 | 2002 | 2003 | 2004 | 2005 | 2006 | 2007 | 2008 | 2009 | 2010 | 2011 | 2012 | 2013 | 2014 | 2015 | 2016 | 2017 | G-P   | Títulos |
| --------------- | ---- | ---- | ---- | ---- | ---- | ---- | ---- | ---- | ---- | ---- | ---- | ---- | ---- | ---- | ---- | ---- | ---- | ----- | ------- |
| Australian Open | -    | -    | -    | -    | -    | 3R   | 1R   | 1R   | 1R   | 3R   | 1R   | 2R   | 3R   | 1R   | 2R   | 3R   | 1R   | 10–12 | 0       |
| Roland Garros   | -    | -    | -    | 1R   | 1R   | 1R   | 1R   | -    | 1R   | 2R   | 3R   | 1R   | 4R   | 1R   | 1R   | 1R   |      | 6–12  | 0       |
| Wimbledon       | -    | 1R   | -    | -    | 3R   | -    | 2R   | -    | 3R   | 2R   | 3R   | 4R   | 4R   | 1R   | 1R   | 3R   |      | 16–11 | 0       |
| US Open         | 1R   | -    | -    | 1R   | 1R   | 1R   | 1R   | 2R   | 1R   | 1R   | 3R   | CF   | CF   | 3R   | F    | CF   |      | 23–14 | 0       |

### Dobles
| Torneo          | 2001 | 2002 | 2003 | 2004 | 2005 | 2006 | 2007 | 2008 | 2009 | 2010 | 2011 | 2012 | 2013 | 2014 | 2015 | 2016 | 2017 | G-P   | Títulos |
| --------------- | ---- | ---- | ---- | ---- | ---- | ---- | ---- | ---- | ---- | ---- | ---- | ---- | ---- | ---- | ---- | ---- | ---- | ----- | ------- |
| Australian Open | -    | 3R   | 1R   | CF   | 1R   | 1R   | 2R   | 2R   | 2R   | 2R   | 1R   | F    | G    | G    | 3R   | 3R   |      | 30–13 | 2       |
| Roland Garros   | CF   | CF   | 1R   | SF   | 1R   | 3R   | 1R   | 1R   | 1R   | 2R   | 3R   | G    | F    | F    | 3R   | -    |      | 28–14 | 1       |
| Wimbledon       | -    | 3R   | 1R   | 3R   | 1R   | -    | 1R   | -    | 1R   | 3R   | 3R   | CF   | 3R   | G    | 3R   | 1R   |      | 21–12 | 1       |
| US Open         | SF   | 1R   | -    | 1R   | 3R   | 2R   | 1R   | -    | 1R   | 1R   | CF   | G    | CF   | 2R   | 3R   | -    |      | 22–12 | 1       |